# Grupo Fagor

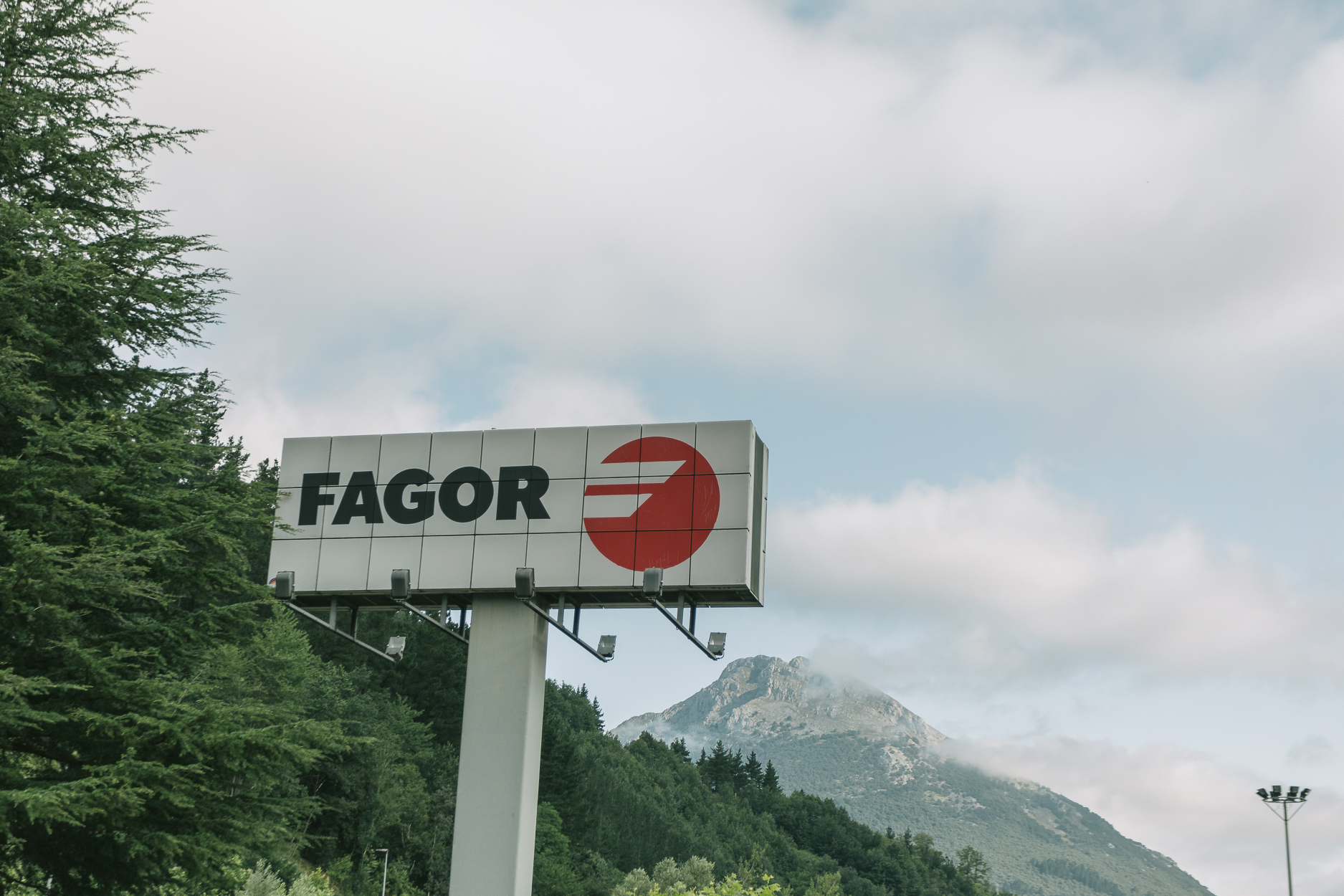
Cartel corporativo con el logo de Fagor

Grupo Fagor es un grupo cooperativo industrial vasco constituido en 1964 y formado por ocho cooperativas que ofrecen soluciones tecnológicas avanzadas en sectores como la automoción, la máquina-herramienta, el equipamiento hostelero y culinario, componentes para electrodomésticos, la energía solar y la propiedad industrial. Es el mayor grupo cooperativo vasco.
Tiene su sede en Mondragón y todas las cooperativas que integran el grupo pertenecen a la comarca del Alto Deva. Cuenta con centros de trabajo en diferentes partes del mundo, formando un grupo de 10.038 profesionales (diciembre de 2021). Es miembro y cofundador de la Corporación Mondragón.

## Historia

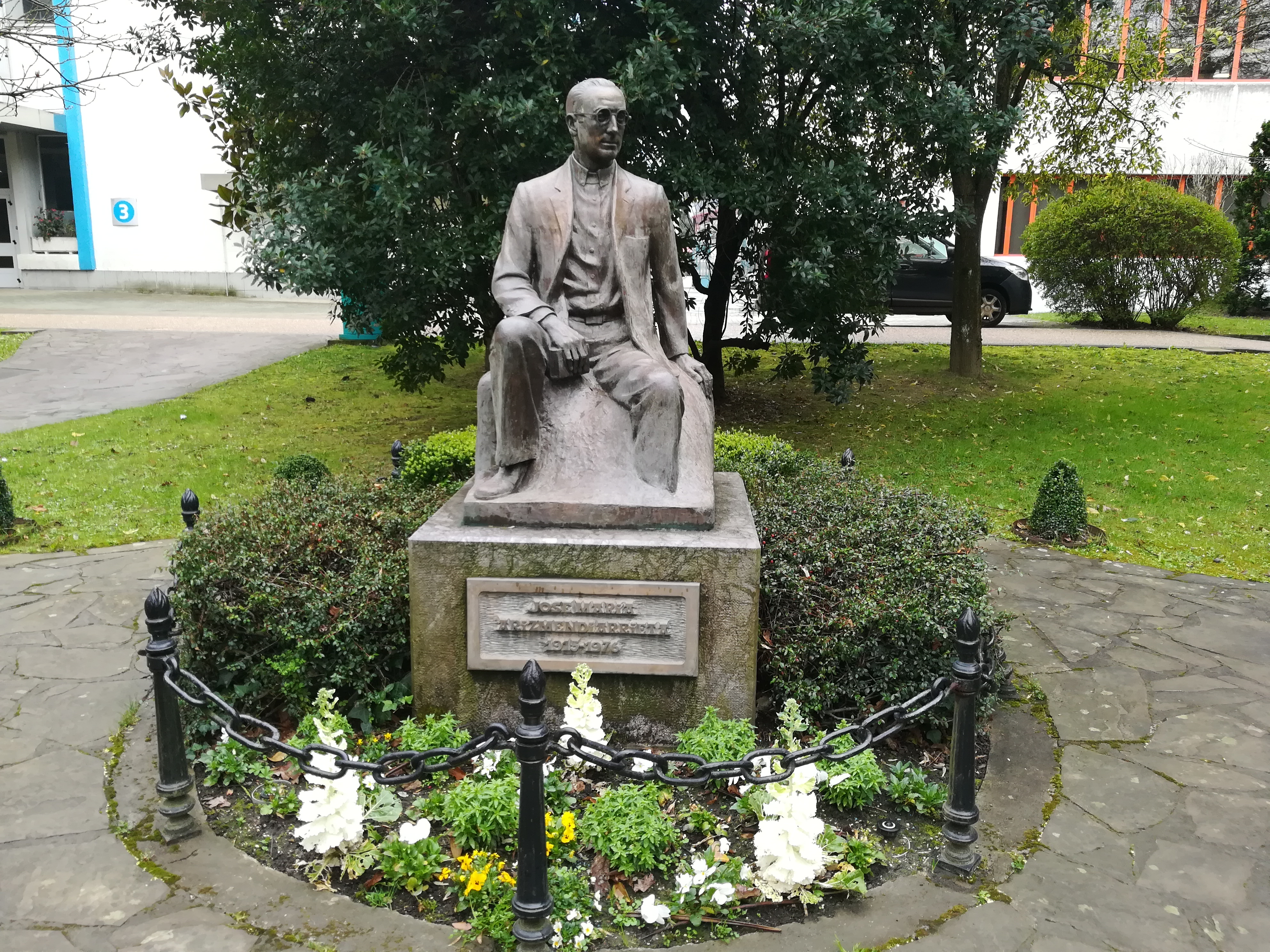
Estatua de José María
Arizmendiarrieta

Grupo Fagor se creó con el nombre de ULARCO, en 1964, agrupando a cuatro cooperativas del Alto Deba: Ulgor, Arrasate, Copreci y Ederlan. En 1966 cambió de nombre para llamarse Grupo Fagor.
La primera cooperativa del grupo fue Ulgor, fundada en 1956, y auspiciada por el sacerdote José María Arizmendiarrieta. Ulgor creó la marca Fagor en 1959. Las personas socias de Ulgor querían crear un nuevo modelo de empresa en el que las personas trabajadoras fueran al mismo tiempo propietarias y partícipes de los núcleos de decisión.
Arizmendiarrieta quiso crear organizaciones y empresas basadas en la justicia social y la dignidad humana, estructuras que beneficiaran a las personas trabajadoras y a la comunidad a la que pertenecían, dentro del movimiento conocido como la Experiencia Cooperativa de Mondragón, cuya filosofía sigue hoy el Grupo Mondragón.
Las cooperativas del Grupo Fagor fueron, junto con otras, las que fundaron la Corporación Mondragón.

## Miembros del grupo Fagor

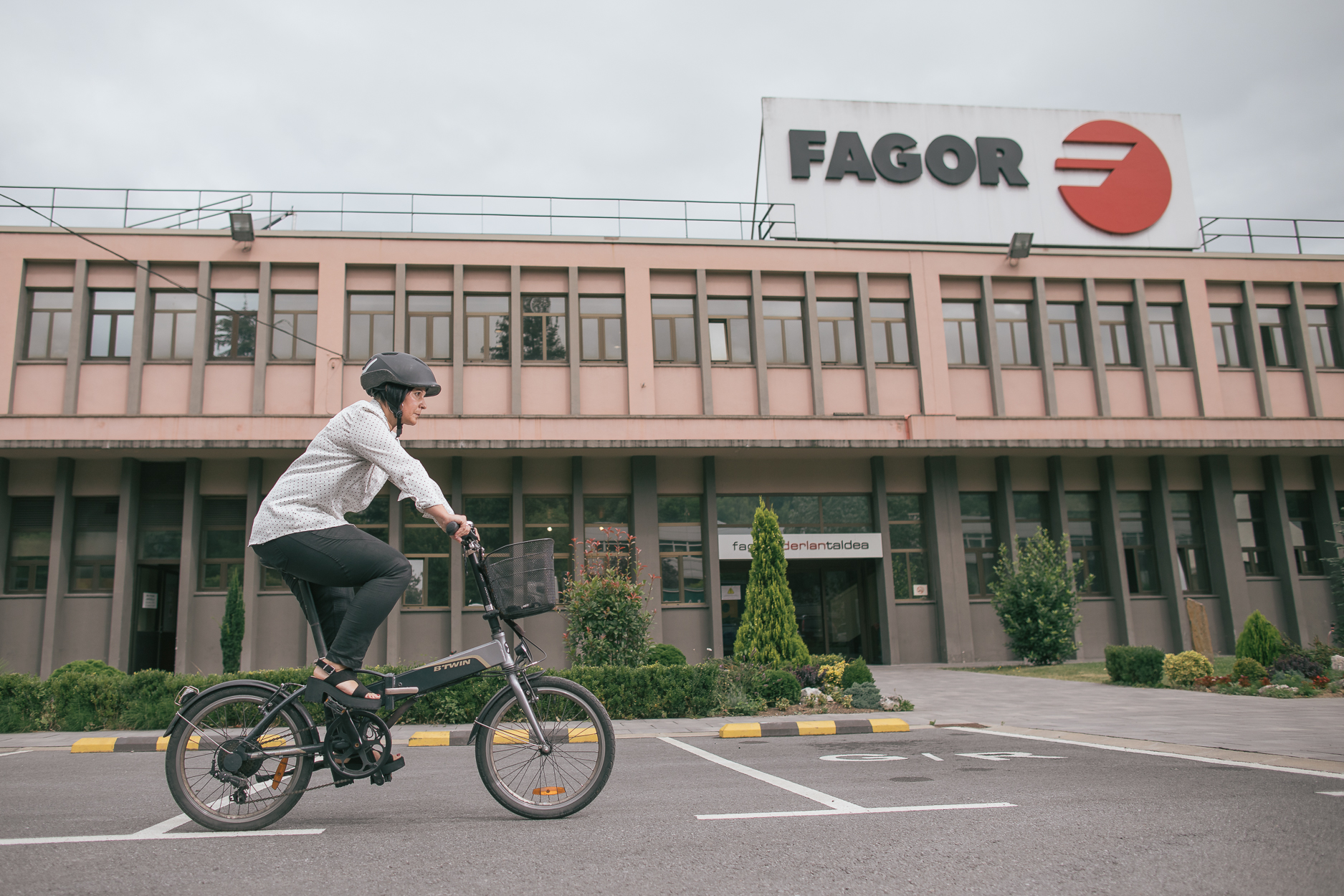
Fachada de Fagor Ederlan

Grupo Fagor está formado por ocho cooperativas:
- Fagor Arrasate[16]
- Fagor Automation[17]
- Fagor Electrónica[18]
- Fagor Professional[19]
- Copreci[20]
- Fagor Ederlan[21]
- Mondragon Assembly[22]
- Galbaian[23]

## Principios cooperativos

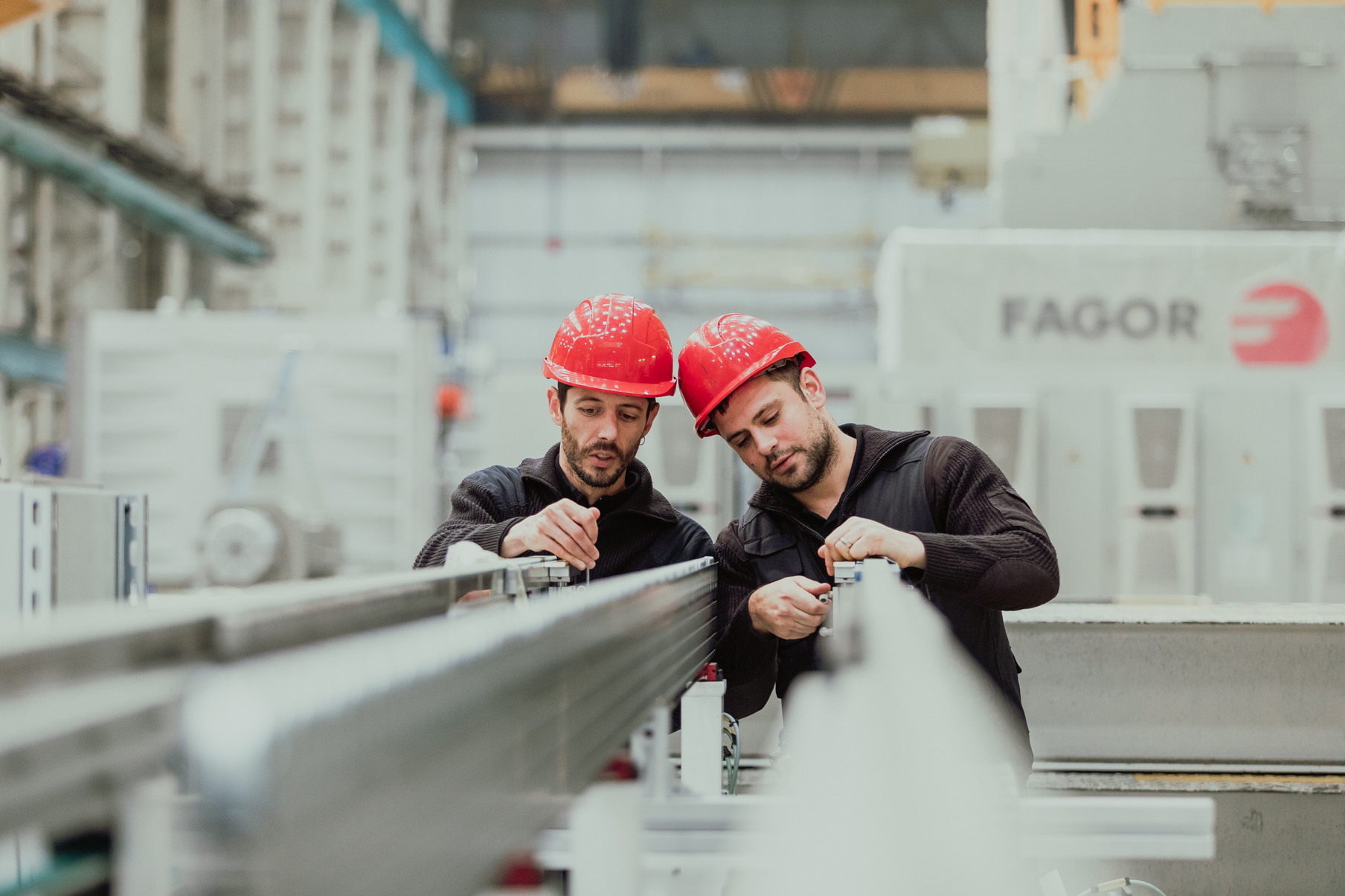
Trabajadores de Fagor

El Grupo Fagor trabaja de acuerdo con los siguientes principios cooperativos:
- Libre adhesión.
- Organización democrática.
- Soberanía del trabajo.
- Carácter instrumental y subordinado del capital.

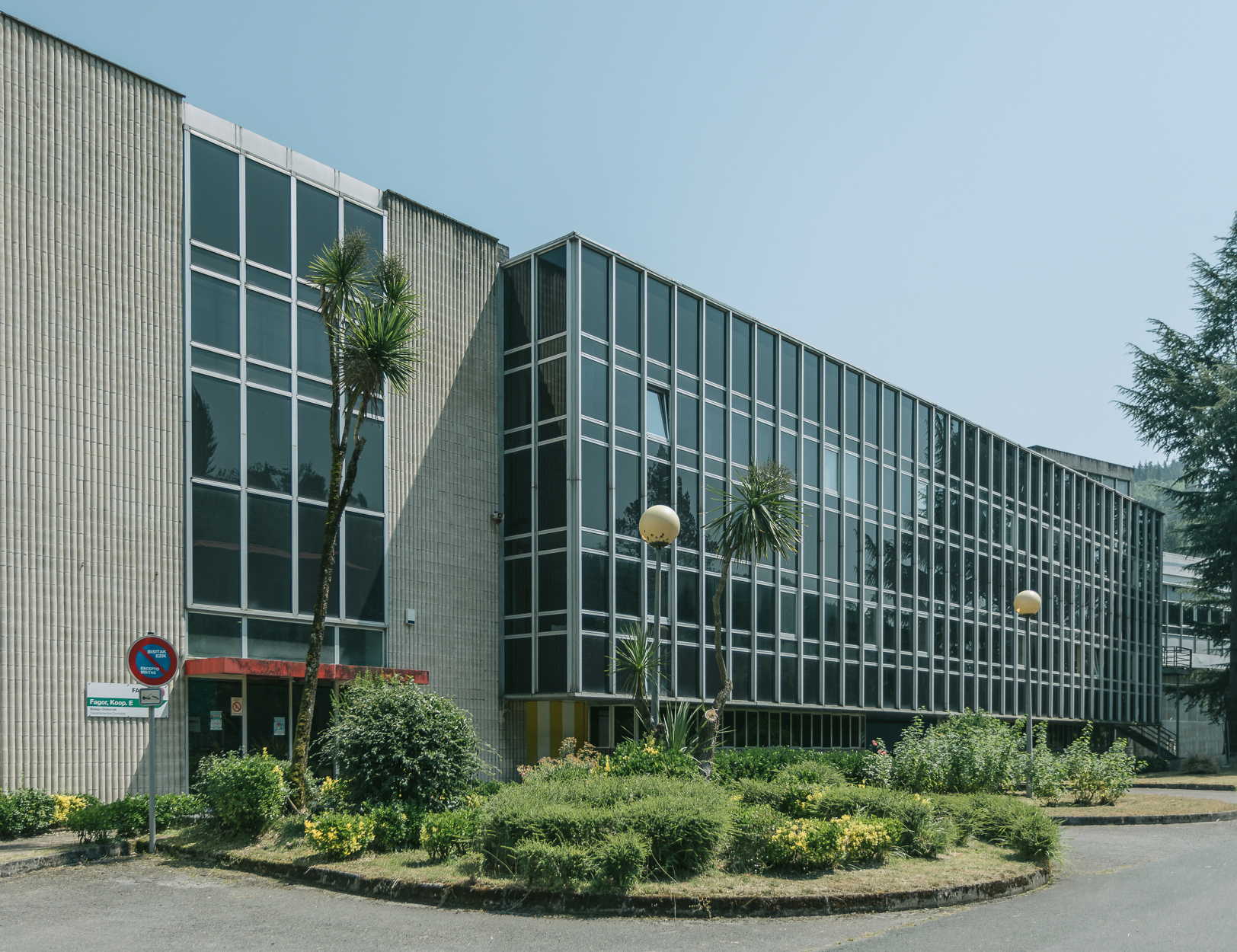
Oficinas del Grupo Fagor

- Participación en la gestión.
- Solidaridad retributiva.
- Cooperación.
- Transformación social.
- Carácter universal.
- Educación.

- Sostenibilidad.

## Fagor como marca de electrodomésticos
La cooperativa de producción de electrodomésticos, tuvo que cerrar sus puertas en 2013 reubicando a sus trabajadores/as en otras cooperativas del Grupo Fagor. Desde entonces, el Grupo Fagor ha acordado la licencia de uso de la marca Fagor para la comercialización de electrodomésticos con AMICA (Fagor Electrodoméstico) Euroménage (Fagor Small Domestic Appliances) y Rhointer (Fagor Cookware).

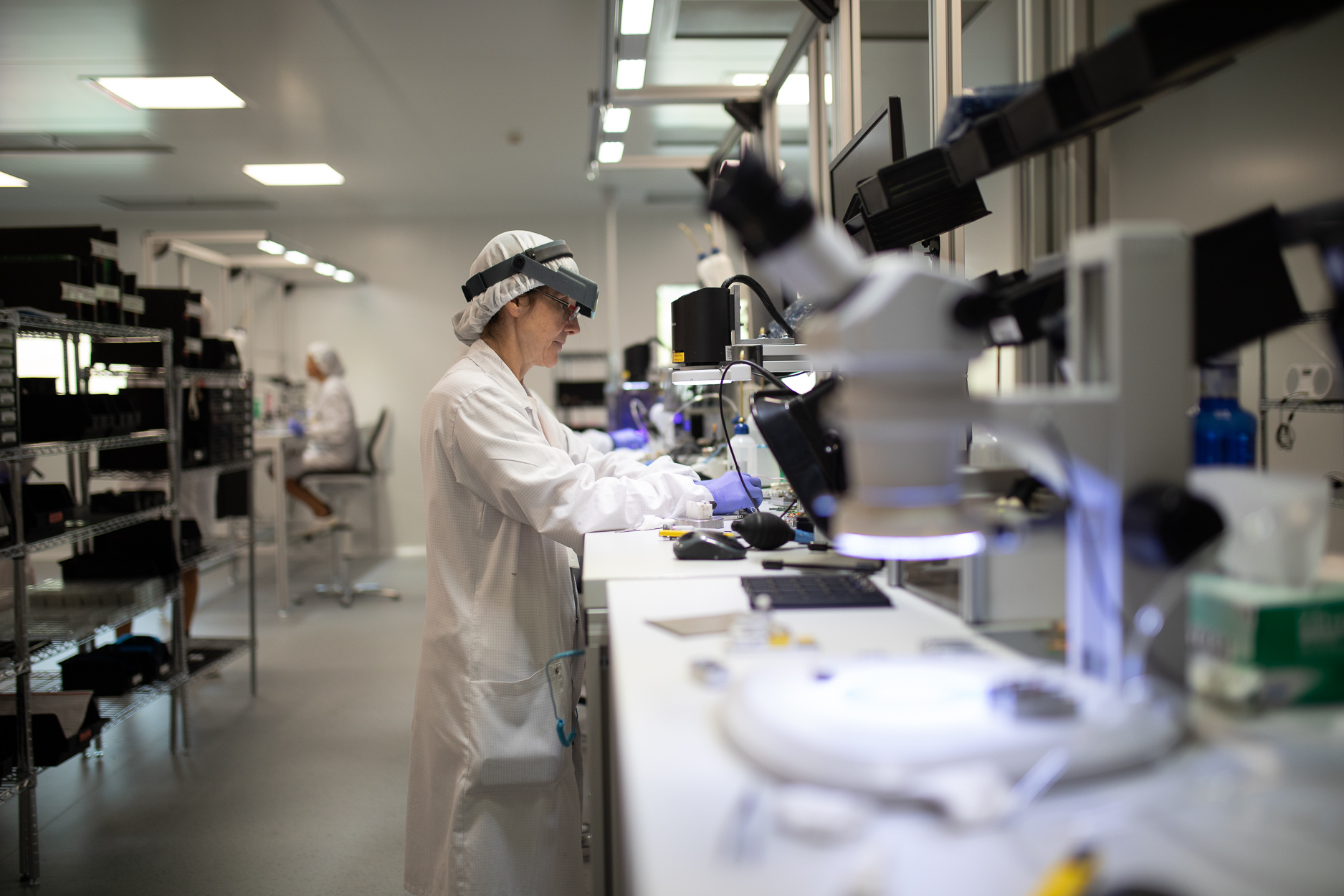
Trabajadora de Fagor en el laboratorio

## Competencias del Grupo Fagor
Grupo Fagor se encarga del modelo de gobernanza y de los mecanismos de intercooperación de las ocho cooperativas que lo integran. Presta diversos servicios y gestiona algunos de los ámbitos cooperativos, como las normas sociolaborales, la marca Fagor o la empleabilidad. Además, es responsable de la estrategia de sostenibilidad a nivel de grupo y apoya a las cooperativas en el desarrollo de sus propias estrategias de sostenibilidad. También es un impulsor, junto con los agentes públicos y sociales del territorio, de la iniciativa D2030, que tiene como objetivo impulsar la transición hacia la sostenibilidad de la comarca del Alto Deba.
Las cooperativas que integran el Grupo Fagor disponen de una caja común para proveer al Fondo Social de Responsabilidad Corporativa con el objetivo de impulsar proyectos de mayor envergadura. La asamblea de socios y socias de Fagor aprobó en su día poner más del 10% de los beneficios legalmente establecidos en el Fondo Social y las cooperativas que componen el grupo aportan cerca del 12% para apoyar las diversas iniciativas sociales que contribuyen a la consecución de los Objetivos de Desarrollo Sostenible. Mención especial merece la aportación del Grupo Fagor, a través de la Fundación Gizabidea, al desarrollo de las infraestructuras educativas del Alto Deba.

## Grupo Fagor en cifras
En diciembre de 2021, el grupo Fagor contaba con 10.038 personas trabajadoras y unas ventas anuales de 1.260 millones de euros. Destina anualmente más de 3M€ al Fondo Social y cuenta con centros de trabajo en Brasil, México, Estados Unidos, Alemania, Turquía, India y China (datos de 2021).